# (5009) Sethos
(5009) Sethos es un asteroide perteneciente al cinturón de asteroides, descubierto el 24 de septiembre de 1960 por Cornelis Johannes van Houten en conjunto a su esposa también astrónoma Ingrid van Houten-Groeneveld y el astrónomo Tom Gehrels desde el Observatorio del Monte Palomar, Estados Unidos.

## Designación y nombre
Designado provisionalmente como 2562 P-L. Fue nombrado Sethos en honor al faraón egipcio Seti I de la dinastía XIX. Hijo de Ramsés I que reinó durante dos años. Seti I construyó entre otros templos y monumentos, el Gran Salón de Columnas del templo de Amón en Karnak y el templo de Osiris en Abidos. Fue el padre de Ramsés II.

## Características orbitales
Sethos está situado a una distancia media del Sol de 2,308 ua, pudiendo alejarse hasta 2,670 ua y acercarse hasta 1,947 ua. Su excentricidad es 0,156 y la inclinación orbital 1,480 grados. Emplea 1281 días en completar una órbita alrededor del Sol.

## Características físicas
La magnitud absoluta de Sethos es 13,8.